# Hombourg-Haut
Hombourg-Haut (Duits: Oberhomburg, Lotharings: Humerich) is een stadje en gemeente in het Franse departement Moselle (regio Grand Est). De gemeente telde 6.122 inwoners op 1 januari 2022.
De gemeente maakt deel uit van het kanton Saint-Avold-2 in het arrondissement Forbach. Beide werden begin 2015 opgeheven en Hombourg-Haut werd overgeheveld naar het kanton Freyming-Merlebach dat onderdeel werd van het nieuwgevormde arrondissement Forbach-Boulay-Moselle.

## Geografie
De oppervlakte van Hombourg-Haut bedroeg op 1 januari 2022 12,25 vierkante kilometer; de bevolkingsdichtheid was toen 499,8 inwoners per km².

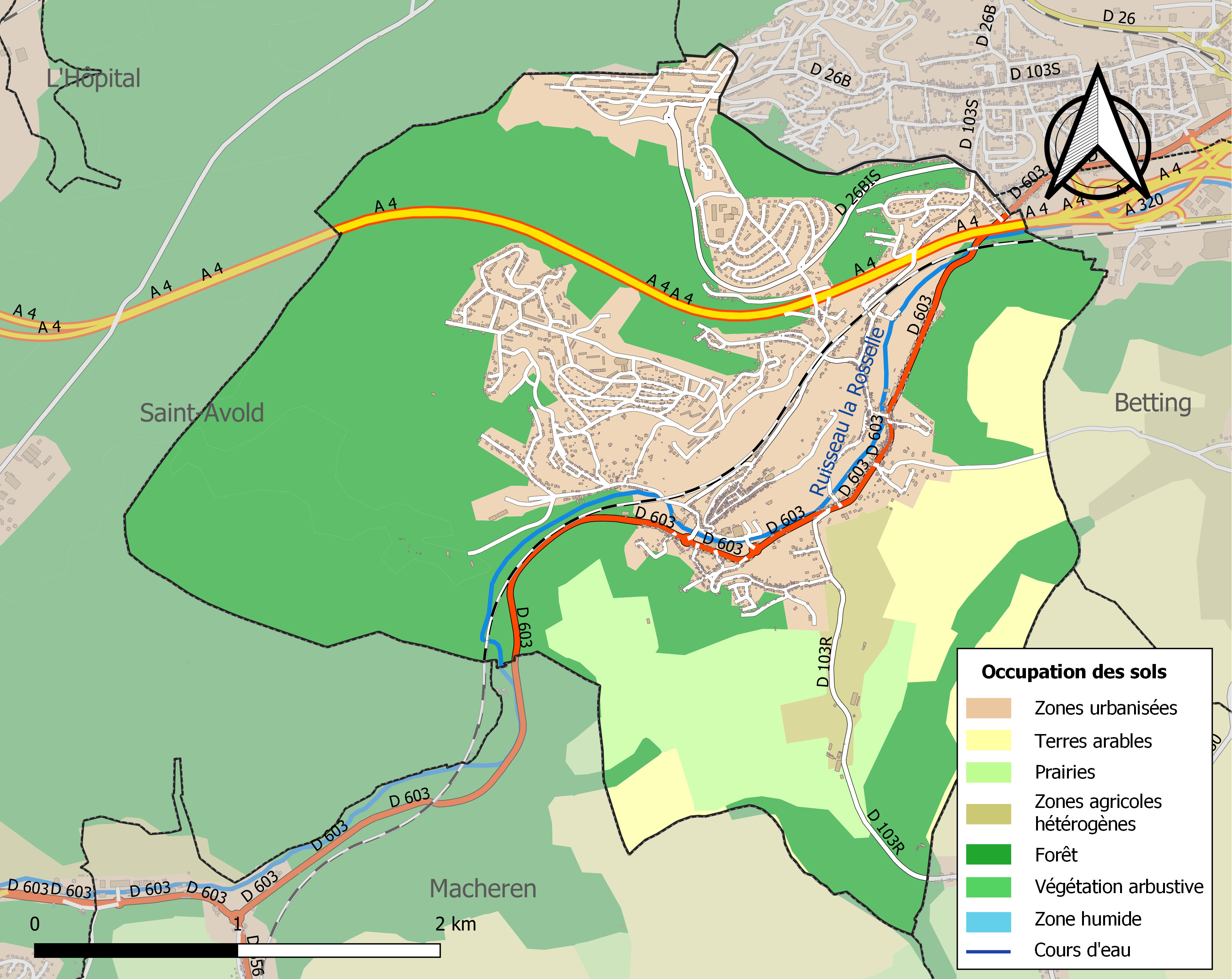
Kaart van de gemeente met de belangrijkste infrastructuur, bodemgebruik en omliggende gemeenten

## Verkeer en vervoer
In de gemeente ligt spoorwegstation Hombourg-Haut.

## Demografie
Onderstaande figuur toont het verloop van het inwonertal (bron: INSEE-tellingen).

## Bezienswaardigheden
- Voormalige Kapittelkerk Saint-Étienne / Sankt Stephan, gotisch. Monumentstatus: Monument historique
- Kapel Sainte-Catherine, gotisch. Monumentstatus: Monument historique sinds 1895.
- Kasteel van Hellering (Frans: Château de Hellering), een 17e-eeuws kasteel.  Monumentstatus: Monument historique sinds 1895.
- Kasteel van Hausen, sinds 2003 het stadhuis van Hombourg-Haut

## Bekende inwoners
- Louis Théodore Gouvy (1819-1898), componist[2]